# Horacio Troche
Horacio Florencio Troche Herrera (Nueva Helvetia, 27 ottobre 1934 – Morelia, 14 luglio 2014) è stato un allenatore di calcio e calciatore uruguaiano, di ruolo difensore.

## Carriera

### Club
Durante la sua carriera ha giocato con varie squadre di club, tra cui il Nacional Montevideo, in cui ha militato dal 1954 al 1962. Dopo una stagione in Argentina fu ceduto al Cerro, con cui giocò fino al 1966.

### Nazionale
Con la Nazionale uruguaiana ha partecipato ai Mondiali 1962 e 1966.
Nel 1959 partecipò alla vittoriosa spedizione con la nazionale maggiore al Campeonato Sudamericano de Football svoltosi in Ecuador.

## Palmarès

### Club
- Campionato uruguaiano: 6

Nacional Montevideo: 1955, 1956, 1957
Peñarol: 1964, 1965, 1967

### Nazionale
- Coppa America: 1

1959